# Маттар панір
Маттар панір (гінді मटर पनीर), також відомий як матар панір, муттар панір та муттер панір, — це сучасна вегетаріанська північноіндійська страва в ресторанному стилі що складається з гороху та паніру в томатному соусі, приправлена гарам масалою.
Його часто подають з рисом та індійським типом хліба (наан, паратха, пурі або роті залежно від регіону). Часто додають різні інші інгредієнти, такі як картопля (алоо), кукурудза, йогурт або вершки.

## Галерея

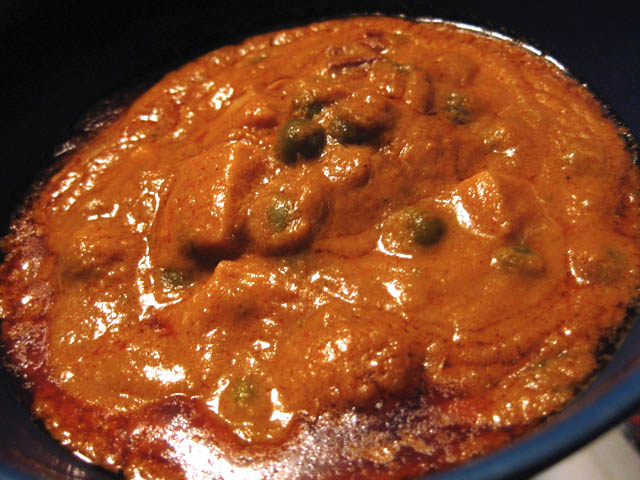
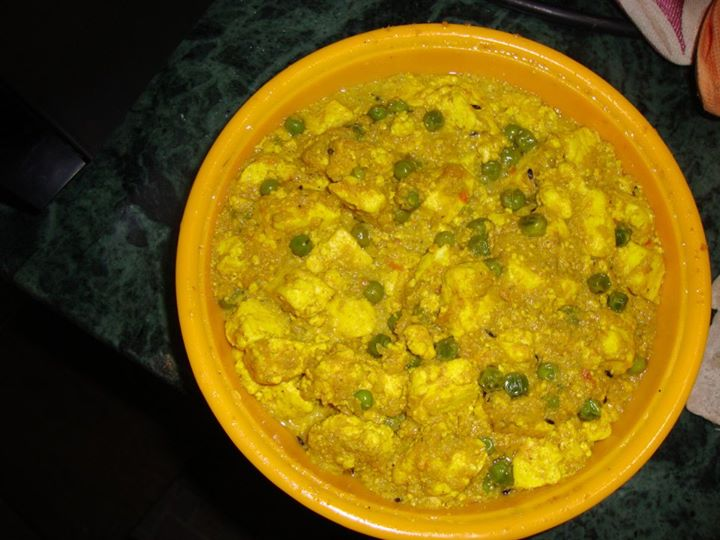
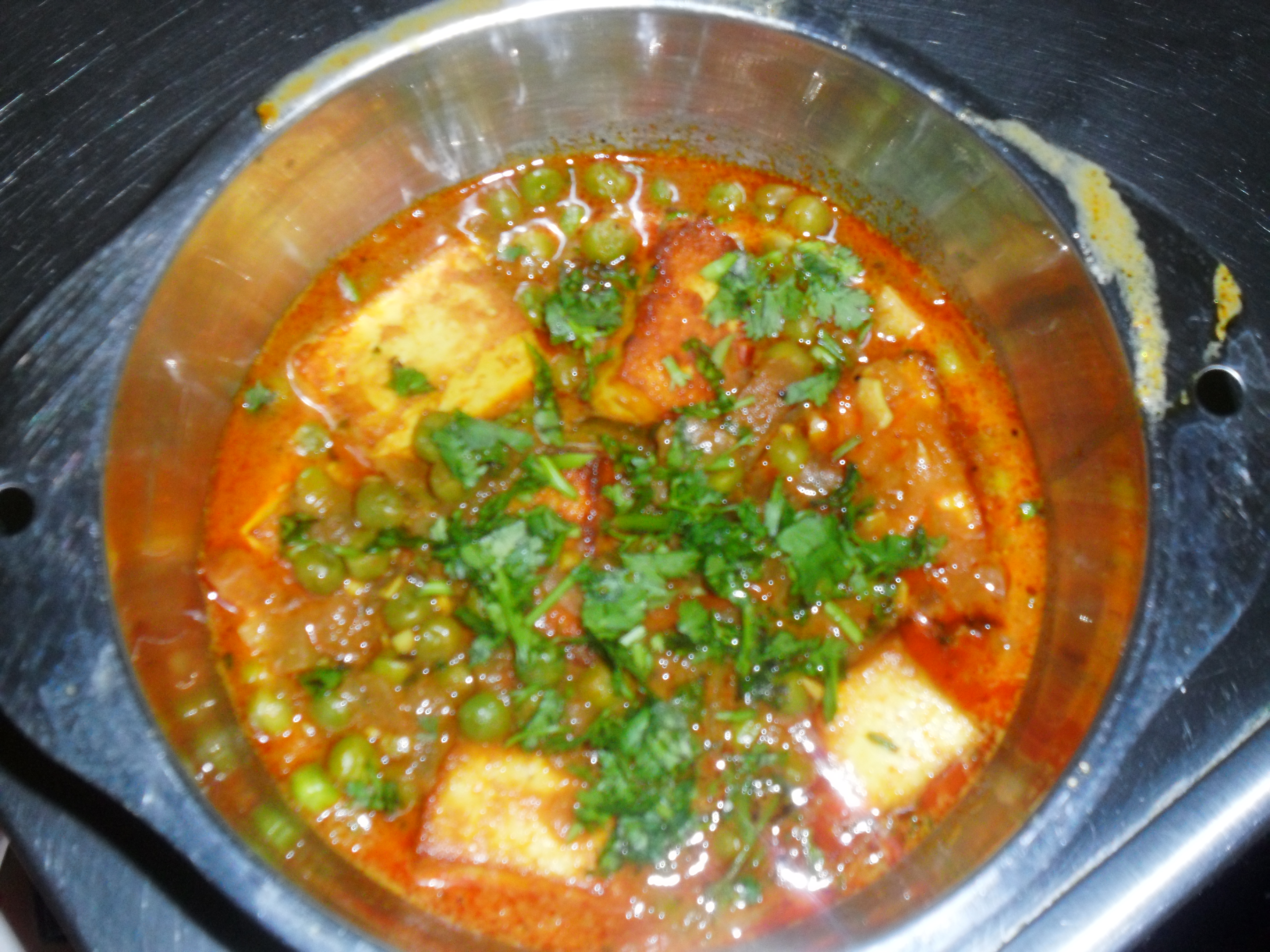
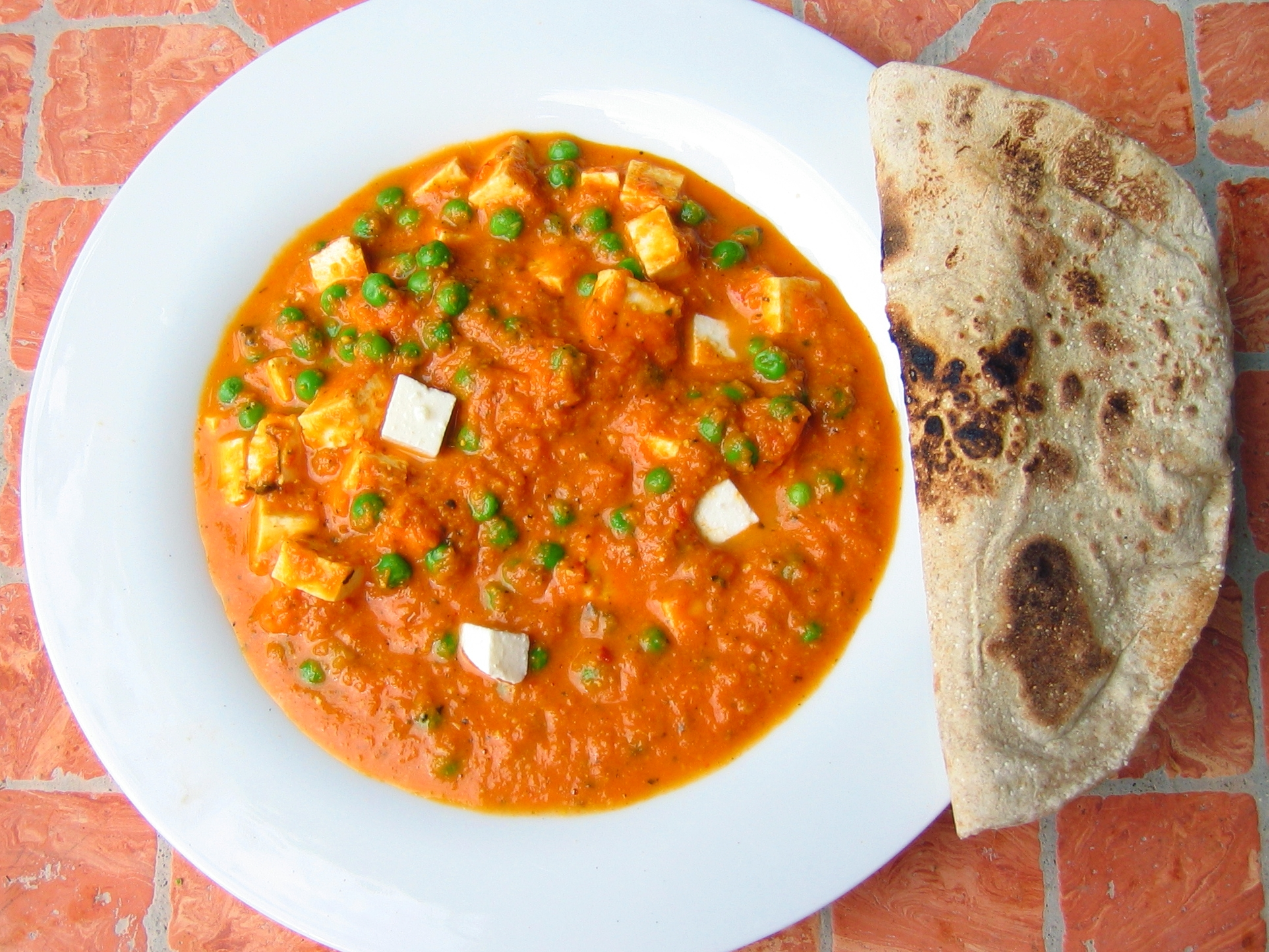
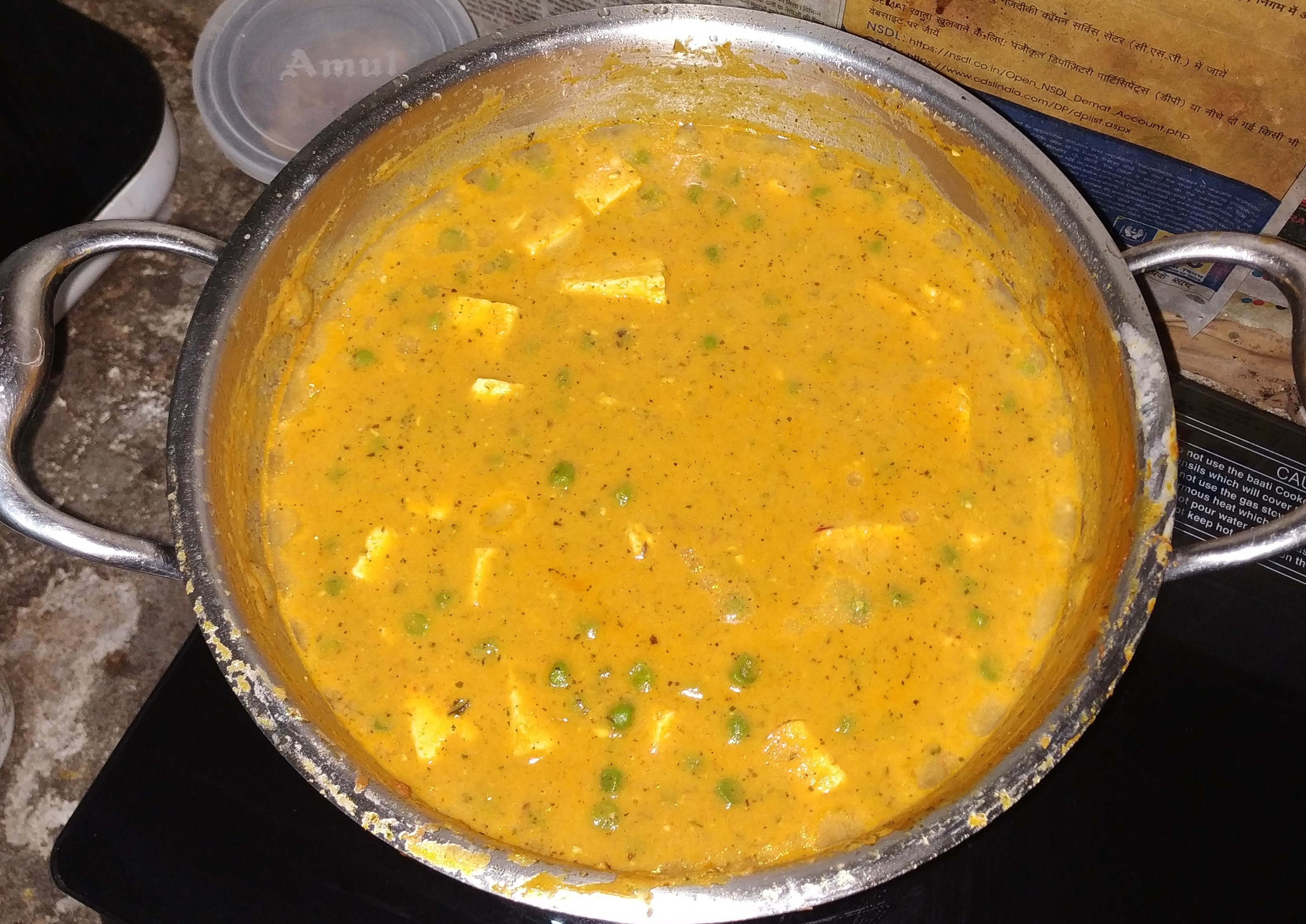